# Sevīz
Sevīz (persiska: سویز) är en ort i Iran.   Den ligger i provinsen Khorasan, i den nordöstra delen av landet, 500 km öster om huvudstaden Teheran. Sevīz ligger 830 meter över havet och antalet invånare är 272.
Terrängen runt Sevīz är platt åt sydost, men åt nordväst är den kuperad.Runt Sevīz är det ganska glesbefolkat, med 29 invånare per kvadratkilometer. Närmaste större samhälle är Davarzan, 8,4 km öster om Sevīz. Trakten runt Sevīz är ofruktbar med lite eller ingen växtlighet.